# Hirata Atsutane

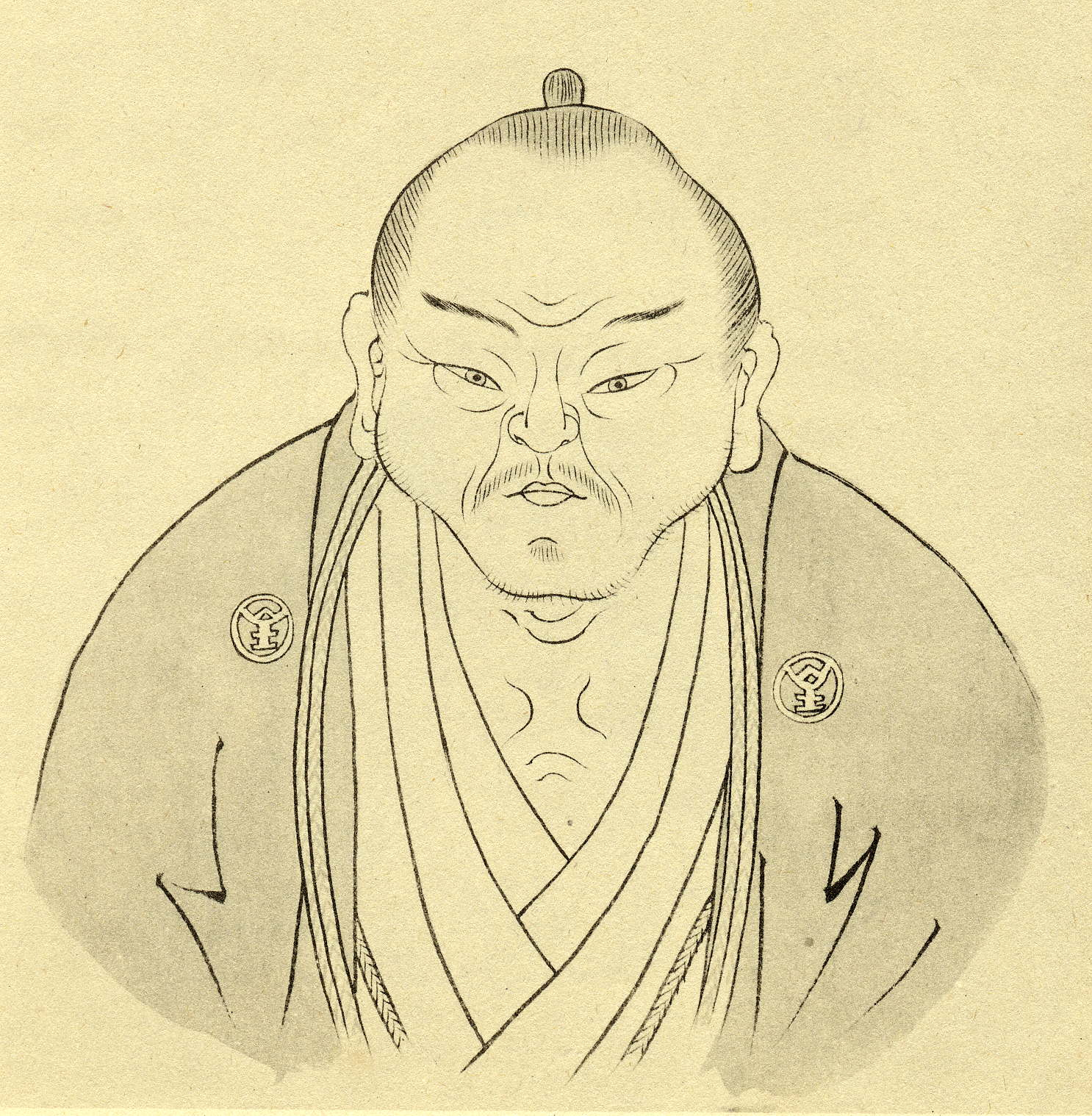
Portrait d'Atsutane par un de ses élèves.

Pour les articles homonymes, voir Hirata.
Hirata Atsutane est un nom japonais traditionnel ; le nom de famille (ou le nom d'école), Hirata, précède donc le prénom (ou le nom d'artiste).
Hirata Atsutane (平田 篤胤), né le 6 octobre 1776 au domaine d'Akita et décédé à l'âge de 67 ans le 2 novembre 1843, est un lettré japonais reconnu comme l'un des quatre grands hommes des études nationales (kokugaku) et l'un des plus importants théologiens de la religion shinto. Son nom de plume est Ibukinoya.

## Biographie
Hirate est issu d'une famille samouraï de rang inférieur du domaine d'Akita (actuelle préfecture d'Akita) dans la région de Tōhoku au nord du Japon, son père se nomme Ōwada Yoshitane. Il est adopté par Hirata Tōbei, un serviteur du domaine de Bitchū-Matsuyama, duquel il reçoit le nom Hirata en 1800. On sait peu de choses sur sa jeunesse mais il est certain que Hirata étudie le néoconfucianisme de Yamazaki Ansai (1619–1682) à Edo. Il se tourne plus tard vers le taoïsme à travers l'œuvre du philosophe chinois Tchouang-tseu, puis vers le shinto à travers l'œuvre de Motoori Norinaga, le fondateur du mouvement kokugaku.
Il est traditionnellement considéré comme le quatrième spécialiste du kokugaku mais représente en réalité une rupture avec les caractéristiques de la culture intellectuelle du renouveau de l'enseignement des études nationales classiques et une tendance à la vulgarisation. Hirata fait très attention à ce que son enseignement atteigne l'homme de tous les jours et adapte son propre style pour employer des termes simples.
Hirata prétend plus tard avoir reçu la mission d'enseigner le kokugaku directement de Motoori Norinaga dans un rêve, mais cette déclaration n'est pas prouvée historiquement. L'intérêt de Hirata pour le kokugaku précède la mort de Motoori en 1801.
Hirata est un écrivain prolifique. Ses œuvres représentatives de l'étude des anciennes traditions japonaises sont Tama no mihashira (« Le véritable pilier de l'esprit »), Koshi seibun (« Traité sur l'histoire ancienne »), Kodō taii (« La véritable signification de l'ancienne voie ») et Zoku Shintō taii (« La véritable signification du Shinto populaire »), ainsi que les commentaires Koshi-chō et Koshi-den. Il est également reconnu pour ses études des anciennes traditions indiennes et chinoises (Indo zōshi et Morokoshi taikoden), et pour des textes traitant du monde des esprits, comme Senkyō ibun (« Étranges contes du pays des immortels ») et Katsugorō saisei kibun (« Chronique de la renaissance de Katsugorō »). Sa première œuvre, Honkyō gaihen, indique une connaissance de la littérature chrétienne écrite par les Jésuites en Chine.
Son traité de 1841, Tenchō mukyūreki (« Chronique du rôle perpétuel de l'empereur »), attaque le shogunat Tokugawa et Hirata est condamné à l'isolement jusqu'à sa mort en 1843.
Hirata enseigne durant sa vie à plus de 500 élèves, tels qu'Okuni Takamasa ou Suzuki Shigetane. Ses écrits nationalistes auront un impact considérable chez les samouraï partisans du mouvement anti-étrangers qui combattront durant la guerre de Boshin contre le shogunat Tokugawa en 1867-1868. Pendant l'empire du Japon (1868-1945), les idées de Hirata inspirent profondément le mouvement nationaliste japonais.
L'une des contributions les plus durables de Hirata à la pensée japonaise est l'idée que le peuple japonais descend des dieux, et non uniquement la famille impériale et certaines familles aristocratiques. Il déclara : « ceci, notre glorieux pays, est la terre d'origine des dieux, et nous sommes tous et toutes descendants des dieux. Pour cette raison, si nous remontons à nos parents qui nous ont donné la vie et notre façon d'être, au-delà des grands-parents et des arrière-grands-parents, et que nous tenons compte de nos ancêtres des temps anciens, alors les ancêtres de ceux-ci sont forcément les dieux ».